# Kvinde 1. division 2020-21 (fodbold)
Kvinde 1. division 2020-21 sammenfatter sæsonen for den næstbedste række i Danmarksturneringen i kvindefodbold.

## Format og struktur
Kvinde 1. division afvikles lige som Danmarksserien med fire hold mere end normalt fra de tidligere sæsoner. Strukturen for Kvinde 1. division i 2020/2021 ser ud som følger:
- 20 hold inddeles i fire puljer á fem hold.
- Holdene møder hinanden to gange, hjemme og ude, hvilket giver otte kampe fordelt på ti runder. *Herefter dannes henholdsvis to rækker med fire hold (grundspil oprykning, øst og vest). Nr. 1 og 2 i denne række (i alt fire hold) rykker op i forårets Kvalifikationsspil om to pladser i Gjensidige Kvindeliga.
- Med de resterende 12 hold dannes to rækker (grundspil nedrykning øst og vest) med seks hold i hver af holdene fra nr. 3 til 5 i de to geografiske puljer. I 1. division øst og vest spilles der om point til forårets nedrykningsspil. Holdene spiller 2 gange, ude og hjemme, mod de hold fra den modsatte pulje, mens resultaterne mod holdene fra samme pulje tages med videre i den nye turnering.
- Sammen med de fire hold, der ikke kvalificerede sig fra grundspil oprykning, øst og vest, samles de 16 hold i to puljer og spiller for at undgå nedrykning til Kvindeserien.
- De fire nederste hold i hver pulje rykker ned i Kvindeserien og erstattes af i alt fire oprykkere fra Kvindeserien (2 fra Øst og 2 fra Vest).
- Dermed vil der igen fra sæsonen 2021/2022 være 16 hold i kvinde 1. division